# Cmentarz unicki w Prehoryłem
Cmentarz unicki w Prehoryłem – nekropolia katolicka, obrządku bizantyjskiego w Prehoryłem. Na jej terenie znajduje się najstarszy na Lubelszczyźnie nagrobek położony poza cmentarzem przykościelnym.

## Historia i opis
Cmentarz został założony w XVIII w. na potrzeby miejscowej parafii unickiej, w sąsiedztwie cerkwi Narodzenia Matki Bożej. Gdy świątynia, wskutek likwidacji unickiej diecezji chełmskiej, została przemianowana na prawosławną, pochówki na cmentarzu nie były kontynuowane. Założono natomiast prawosławną kwaterę na cmentarzu w Kryłowie. 
Cmentarz nie jest podzielony na kwatery, zajmuje obszar ok. 0,3 ha. Na jego terenie przetrwały cztery nagrobki. Najstarszy z nich to wykonany z piaskowca postument przykryty płytą z wielostopniowym gzymsem i krzyżem na kuli, z czterema tablicami inskrypcyjnymi. Na trzech wyryto fragmenty Pisma Świętego w języku łacińskim, na czwartej wskazano nazwisko i wiek zmarłej. Ten datowany na 1788 nagrobek Marianny Bratkowskiej zd. Majewskiej jest najstarszym na Lubelszczyźnie nagrobkiem położonym poza cmentarzem przykościelnym. Kolejny nagrobek, Anny Skórskiej, pochodzi z 1811. Jest to prostopadłościenny postument z płytą z wielostopniowym gzymsem i krzyżem żeliwnym. Poza tym na terenie nekropolii znajdują się dwa żeliwne krzyże bez zachowanych tablic inskrypcyjnych, prawdopodobnie z II połowy XIX w.